# Équipe d'Égypte de football à la Coupe d'Afrique des nations 2023
L’équipe d'Égypte de football participe à la Coupe d'Afrique des nations 2023 organisée en Côte d'Ivoire du 13 janvier au 11 février 2024. Il s'agit de la 26e participation des Pharaons, emmenés par Rui Vitória. Ils sont éliminés en huitième de finale par la RD Congo aux tirs au but.

## Qualifications
L'Égypte est placée dans le groupe D des qualifications qui se déroulent de juin 2022 à septembre 2023. Les Pharaons se qualifient en prenant la première place du groupe.
| Rang | Équipe   | Pts | J | G | N | P | Bp | Bc | Diff |  | Résultats (▼ dom., ► ext.) |     |     |     |     |
| ---- | -------- | --- | - | - | - | - | -- | -- | ---- |  | -------------------------- | --- | --- | --- | --- |
| 1    | Égypte   | 15  | 6 | 5 | 0 | 1 | 10 | 3  | +7   |  | Égypte                     |     | 1-0 | 2-0 | 1-0 |
| 2    | Guinée   | 10  | 6 | 4 | 0 | 2 | 9  | 7  | +2   |  | Guinée                     | 1-2 |     | 1-0 | 2-0 |
| 3    | Malawi   | 5   | 6 | 1 | 2 | 3 | 4  | 10 | -6   |  | Malawi                     | 0-4 | 2-2 |     | 2-1 |
| 4    | Éthiopie | 4   | 6 | 1 | 1 | 4 | 5  | 8  | -3   |  | Éthiopie                   | 2-0 | 2-3 | 0-0 |     |

### Résultats
| 1re journée                  | Égypte      | 1 - 0   | Guinée                  |                                                                               |                                                                               |
| 5 septembre 2022 21:00 UTC+2 | 87e Mohamed | (0 - 0) |                         | Stade international du Caire, Le Caire Arbitrage : Hélder Martins de Carvalho | Stade international du Caire, Le Caire Arbitrage : Hélder Martins de Carvalho |
| 5 septembre 2022 21:00 UTC+2 | Fathi 78e   |         | 29eDiawara · 55e Camara | Stade international du Caire, Le Caire Arbitrage : Hélder Martins de Carvalho | Stade international du Caire, Le Caire Arbitrage : Hélder Martins de Carvalho |

| 2e journée              | Éthiopie                 | 2 - 0   | Égypte                              |                                                               |                                                               |
| 9 juin 2022 18:00 UTC+2 | Hotessa 21e · Bekele 39e | (2 - 0) |                                     | Bingu National Stadium, Lilongwe Arbitrage : Georges Gatogato | Bingu National Stadium, Lilongwe Arbitrage : Georges Gatogato |
| 9 juin 2022 18:00 UTC+2 | Panom 24e · Debebe 90+1e |         | 56e Mostafa · 75e Kamal · 76e Sayed | Bingu National Stadium, Lilongwe Arbitrage : Georges Gatogato | Bingu National Stadium, Lilongwe Arbitrage : Georges Gatogato |

| 3e journée               | Égypte                                                | 2 - 0   | Malawi      |                                                     |                                                     |
| 24 mars 2023 21:00 UTC+2 | Salah 20e · Petro 45+1e (csc)                         | (2 - 0) |             | Stade du 30 Juin, Le Caire Arbitrage : Pierre Atcho | Stade du 30 Juin, Le Caire Arbitrage : Pierre Atcho |
| 24 mars 2023 21:00 UTC+2 | Hamed 68e · Abdelmonem 77e · Hegazy 79e · Kahraba 90e |         | 90+4e Davie | Stade du 30 Juin, Le Caire Arbitrage : Pierre Atcho | Stade du 30 Juin, Le Caire Arbitrage : Pierre Atcho |

| 4e journée               | Malawi    | 0 - 4   | Égypte                                          |                                                           |                                                           |
| 28 mars 2023 15:00 UTC+2 |           | (0 - 3) | 4e Hamed · 16e Marmoush · 20e Salah · 49e Sayed | Bingu National Stadium, Lilongwe Arbitrage : Dahane Beida | Bingu National Stadium, Lilongwe Arbitrage : Dahane Beida |
| 28 mars 2023 15:00 UTC+2 | Petro 70e |         | 49e Marmoush                                    | Bingu National Stadium, Lilongwe Arbitrage : Dahane Beida | Bingu National Stadium, Lilongwe Arbitrage : Dahane Beida |

| 5e journée               | Guinée       | 1 - 2   | Égypte                        |                                                                   |                                                                   |
| 14 juin 2023 19:00 UTC±0 | Guirassy 26e | (1 - 1) | 42e Trézéguet · 79e Mohamed   | Grand stade de Marrakech, Marrakech Arbitrage : Daniel Nii Laryea | Grand stade de Marrakech, Marrakech Arbitrage : Daniel Nii Laryea |
| 14 juin 2023 19:00 UTC±0 | Kamano 36e   |         | 68e Ramadan · 90+2e Trézéguet | Grand stade de Marrakech, Marrakech Arbitrage : Daniel Nii Laryea | Grand stade de Marrakech, Marrakech Arbitrage : Daniel Nii Laryea |

| 6e journée                   | Égypte    | 1 - 0   | Éthiopie |                                                               |                                                               |
| 8 septembre 2023 19:00 UTC+3 | Fathi 37e | (1 - 0) |          | Stade du 30 Juin, Le Caire Arbitrage : Patrice Tanguy Mebiame | Stade du 30 Juin, Le Caire Arbitrage : Patrice Tanguy Mebiame |

### Statistiques

#### Buteurs
| Buts | Joueurs                                            |
| ---- | -------------------------------------------------- |
| 2    | Omar Marmoush, Mohamed Salah, Mostafa Mohamed      |
| 1    | Mostafa Fathi, Tarek Hamed, Ahmed Sayed, Trézéguet |

## Compétition

### Tirage au sort
Le tirage au sort de la CAN 2023 est effectué le 12 octobre 2023 au Parc des expositions d’Abidjan. L'Égypte, 5e nation africaine au classement FIFA (35e), est placée dans le chapeau 1. Le tirage place les Pharaons dans le groupe B avec le Ghana (chapeau 2, 60e), le Cap-Vert (chapeau 3, 71e au classement FIFA) et le Mozambique (chapeau 4, 113e).

### Premier tour
| Rang | Équipe     | Pts | J | G | N | P | Bp | Bc | Diff |
| ---- | ---------- | --- | - | - | - | - | -- | -- | ---- |
| 1    | Cap-Vert   | 7   | 3 | 2 | 1 | 0 | 7  | 3  | +4   |
| 2    | Égypte     | 3   | 3 | 0 | 3 | 0 | 6  | 6  | 0    |
| 3    | Ghana      | 2   | 3 | 0 | 2 | 1 | 5  | 6  | -1   |
| 4    | Mozambique | 2   | 3 | 0 | 2 | 1 | 4  | 7  | -3   |

| 1re journée           | Égypte                          | 2 - 2   | Mozambique                                     | Stade Félix-Houphouët-Boigny, Abidjan         |                                               |
| 14 janvier 2024 17h00 | Mohamed 2e · Salah 90+7e (pen.) | (1 - 0) | 55e Witi · 58e Clésio                          | Spectateurs : 11 933 Arbitrage : Dahane Beida | Spectateurs : 11 933 Arbitrage : Dahane Beida |
| 14 janvier 2024 17h00 | Abdelmonem 75e                  | Rapport | 62e Reinildo Mandava · 72e Guima · 90+12e King | Spectateurs : 11 933 Arbitrage : Dahane Beida | Spectateurs : 11 933 Arbitrage : Dahane Beida |

| 2e journée            | Égypte                     | 2 - 2   | Ghana                   | Stade Félix-Houphouët-Boigny, Abidjan         |                                               |
| 18 janvier 2024 20h00 | Marmoush 69e · Mohamed 74e | (0 - 1) | 45+3e Kudus · 71e Kudus | Spectateurs : 20 808 Arbitrage : Pierre Atcho | Spectateurs : 20 808 Arbitrage : Pierre Atcho |
| 18 janvier 2024 20h00 |                            | Rapport | 38e Samed               | Spectateurs : 20 808 Arbitrage : Pierre Atcho | Spectateurs : 20 808 Arbitrage : Pierre Atcho |

| 3e journée            | Cap-Vert                         | 2 - 2   | Égypte                        | Stade Félix-Houphouët-Boigny      |                                   |
| 22 janvier 2024 20h00 | Benchimol 45+1e · Teixeira 90+9e | (1 - 0) | 50e Trézéguet · 90+3e Mohamed | Arbitrage : Alhadi Allaou Mahamat | Arbitrage : Alhadi Allaou Mahamat |
| 22 janvier 2024 20h00 | Pina 71e                         | Rapport | 63e Marmoush · 88e Hegazy     | Arbitrage : Alhadi Allaou Mahamat | Arbitrage : Alhadi Allaou Mahamat |

### Phase à élimination directe
| Huitième de finale    | Égypte                                                                                | 1 - 1                 | RD Congo                                                                               | Stade Laurent Pokou, San-Pédro |                          |
| 28 janvier 2024 20h00 | Mohamed 45+1e (pen.)                                                                  | (1 - 1, 1 - 1, 1 - 1) | 37e Elia                                                                               | Arbitrage : Abongile Tom       | Arbitrage : Abongile Tom |
| 28 janvier 2024 20h00 | H. Fathi 58e · Hamdy 66e, 97e · Ateya 88e                                             | Rapport               | 45e Batubinsika · 102e Bogonda · 115e Mbemba ·                                         | Arbitrage : Abongile Tom       | Arbitrage : Abongile Tom |
| 28 janvier 2024 20h00 | Abdelmonem · Mohamed · Marmoush · Kamal · Hany · Hegazy · M. Fathi · Hamada · Gabaski | Tirs au but 7 - 8     | Moutoussamy · Masuaku · Diangana · Katompa · Tshibola · Kalulu · Mbemba · Baka · Mpasi | Arbitrage : Abongile Tom       | Arbitrage : Abongile Tom |

### Statistiques

#### Buteurs
| Buts | Joueurs         | Adversaires                                    |
| ---- | --------------- | ---------------------------------------------- |
| 4    | Mostafa Mohamed | Mozambique (1) Ghana (1) Cap-Vert (1) RD Congo |
| 1    | Omar Marmoush   | Ghana (1)                                      |
| 1    | Mohamed Salah   | Mozambique (1)                                 |
| 1    | Trézéguet       | Cap-Vert (1)                                   |